# Ujazd (Tomaszów)
Ujazdⓘ é uma cidade localizada no centro da Polônia. Pertence à voivodia de Łódź, condado de Tomaszów. É a sede da comuna urbana-rural de Ujazd.
A partir de 1428 foi uma cidade pertencente aos nobres. Rebaixado à categoria de vila em 31 de maio de 1870 e incorporada à comuna de Łazisko como sua nova sede. Em 21 de setembro de 1953, tornou-se a sede da comuna de Ujazd e nos anos de 1954–1972, da gromada de Ujazd. A partir de 1973, novamente na comuna reativada de Ujazd. Nos anos 1975–1998 pertenceu administrativamente à voivodia de Piotrków. Recuperou o direito de cidade em 1 de janeiro de 2023.
Estende-se por uma área de 10,3 km², com 1 720 habitantes, segundo o censo de 31 de dezembro de 2021, com uma densidade populacional de 167 hab./km².

## Localização
Geograficamente, Ujazd está localizada no centro da Polônia, na planície de Piotrkowska. O rio Piasecznica, um afluente da margem esquerda do rio Czarna, atravessa a cidade.
Ujazd está situada na região histórica de Łęczyca, no século XVI estava localizada no condado de Brzeziny da voivodia de Łęczyca.

## História

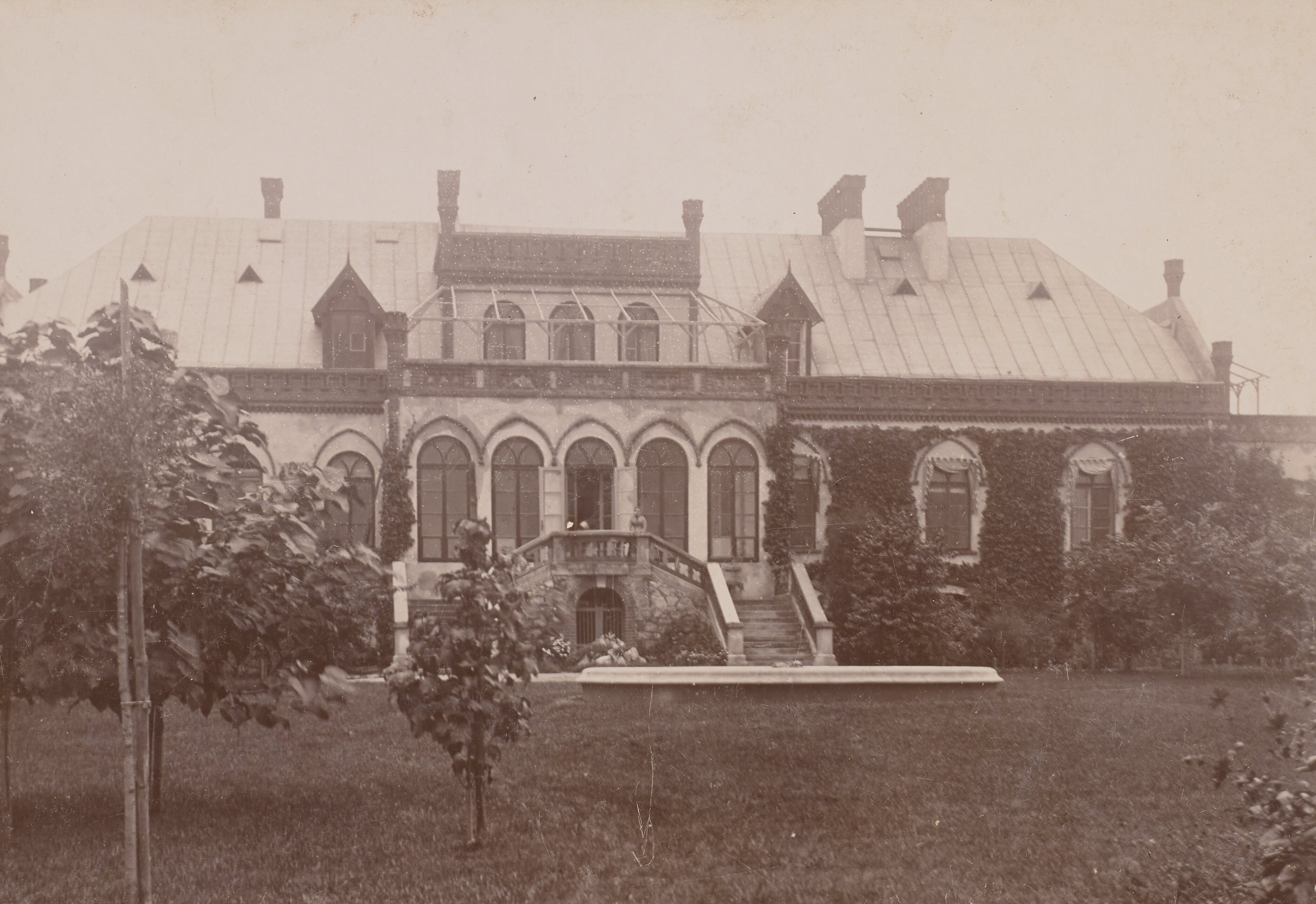
Palácio Ostrowski, por volta de 1895

Ujazd foi mencionada pela primeira vez em 1283 como uma propriedade cavalheiresca de Racibor, o proprietário de Łęczyca. Em 1428, o rei Ladislau II Jagelão concedeu à aldeia, que pertencia a Piotr Tłuk de Stryków, um guardião da espada de Łęczyca, direitos de cidade; desta forma, Ujazd foi classificada como uma cidade privada. Em 1476, o famoso comandante polonês do período da Guerra dos Treze Anos, Piotr Dunin, comprou a cidade com o castelo e as aldeias associadas de Stanisław Warszycki por 8 000 florins húngaros e uma parte da aldeia de Święty no condado de Brześć Kujawski. Piotr Dunin logo expandiu o castelo anteriormente existente. Apesar de erguer a residência dos proprietários aqui, expandindo a cidade com uma “cidade nova” e confirmando os privilégios da cidade várias vezes, Ujazd nunca se transformou em um centro maior. Seu destino foi afetado adversamente na década de 1820 pelo desenvolvimento dinâmico da vizinha Tomaszów, fundada pela família Ostrowski − os proprietários de Ujazd desde o século XVIII. Em 1870, a cidade, com uma população de menos de 1 200 habitantes, foi classificada, com várias centenas de outras cidades na Polônia do Congresso, como uma vila pela administração czarista. Esta situação não foi alterada pela revitalização econômica temporária da cidade, causada pela construção de uma linha ferroviária através de Ujazd entre Koluszki e Tomaszów em 1885.
A ocupação alemã de 1939−1945 provocou o assassinato da comunidade judaica, constituindo tradicionalmente uma parte significativa da população de Ujazd (64% em 1870). Durante a ocupação nazista, no verão de 1942, os alemães estabeleceram um gueto para residentes judeus. Cerca de 800 judeus ficaram lá. Em outubro de 1942, eles foram deportados para o campo de extermínio de Treblinka II e ali assassinados. Os alemães também criaram um campo de trabalho forçado para poloneses e judeus na serraria local.

### Recuperação dos direitos da cidade (2023)
Em 2021, nasceu uma iniciativa para restaurar os direitos da cidade de Ujazd. As consultas públicas foram realizadas de 7 a 27 de fevereiro de 2022. Dos mais de 6 000 titulares de direitos, 1 252 pessoas participaram das consultas (20,55% de participação), das quais 1 159 votaram a favor da concessão do estatuto de cidade a Ujazd (92,57% dos eleitores), 62 pessoas foram contra e 31 se abstiveram de votação. Em 22 de março de 2022, com os votos de 12 conselheiros, o Conselho da Comuna de Ujazd adotou a resolução LIII/407/2022 sobre a solicitação dos direitos de cidade de Ujazd. Em 1 de janeiro de 2023, o estatuto de cidade foi restaurado.

## Monumentos históricos

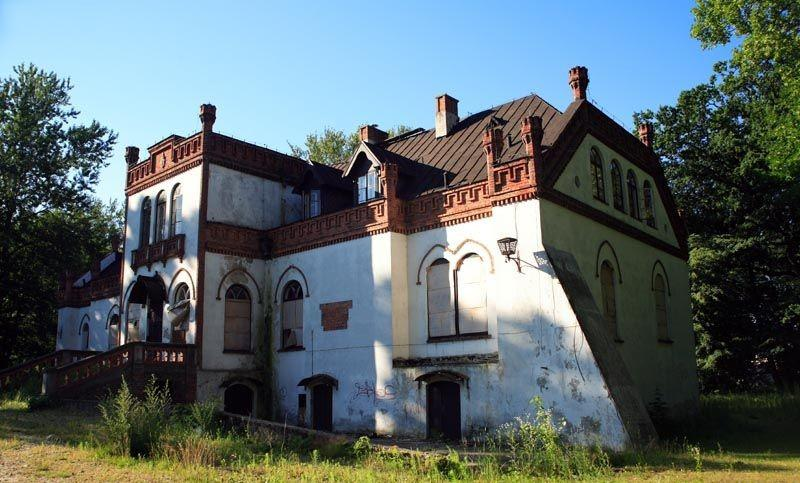
Palácio Ostrowski antes da renovação

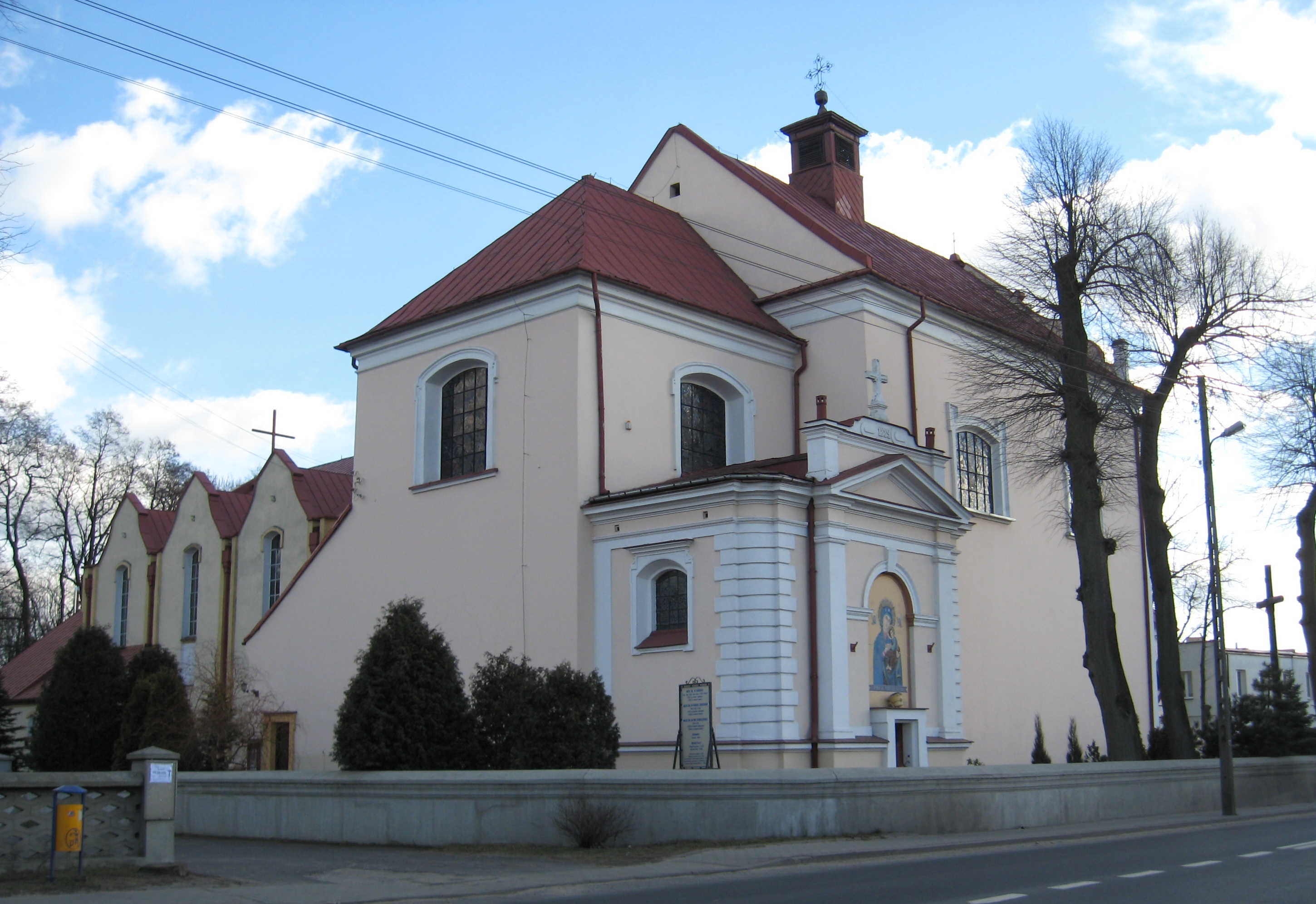
Igreja de Santo Adalberto

Ujazd preservou os alicerces do traçado espacial urbano com duas praças de mercado (a cidade velha e a nova), edifícios do tipo cidade pequena e uma residência nobre. Os marcos notáveis da cidade incluem:
- Igreja de Santo Adalberto, barroco de 1676−1680
- Palácio Ostrowski, erguido sobre fundações do século XV, reconstruído várias vezes nos séculos XIX e XX, rodeado por um parque paisagístico (14 hectares).

Segundo o registro de monumentos do Instituto do Patrimônio Nacional, os seguintes objetos estão incluídos na lista de monumentos:
- Igreja paroquial de Santo Adalberto, 2.ª metade do século XVII;[17]
- Campanário, século XVIII;[18]
- Capela do cemitério de Santa Ana, 1834?;[19]
- Presbitério, atualmente casa paroquial, de madeira, 1850;[20]
- Palácio da família Ostrowski (fundadores de Tomaszów Mazowiecki), reconstruído em 1812.[21]

Nos anos de 1979−2010, um elemento característico da paisagem de Ujazd foi a estátua de Tadeusz Kościuszko na praça Kosciuszko. Foi um raro exemplo de escultura representando uma figura apenas dos joelhos para cima. Por ocasião da mudança do aspecto da praça, o monumento foi retirado e posteriormente adquirido por um particular e colocado em um canteiro na propriedade.